# Schizodon australis
Schizodon australis és una espècie de peix de la família dels anostòmids i de l'ordre dels caraciformes.

## Morfologia
- Els mascles poden assolir 33,4 cm de llargària total.[4][5]

## Hàbitat
Viu en zones de clima tropical.

## Distribució geogràfica
Es troba a Sud-amèrica: conca del riu Uruguai.